# M1A
M1Aは、アメリカのスプリングフィールド・アーモリー社によって製造されている民生用自動小銃。軍用小銃M14の民生用モデルとして1974年から生産が開始された。

## 概要
M14小銃は、従来アメリカ軍で採用されていた4つの標準的な銃器、すなわちM1ガーランド（歩兵銃）、M1カービン（騎兵銃）、M3グリースガン（短機関銃）、M1918自動小銃（軽機関銃）の役割全てを兼ねる小銃として開発された。武器の統合により、部品・弾薬の供給・調達をより簡素化する事が期待されていたのである。しかし、実際には使用弾が短機関銃的運用のためにはあまりにも強力で、また、軽機関銃的運用のためには装弾数の少なさからあまりにも非力と見なされ、加えてベトナム戦争に投入された際に密林における取り回しの悪さが問題視されたため、配備後になってからM14による武器の統合は不可能と判断された。
1962年、スプリングフィールド造兵廠でM14小銃の競技用モデルが設計された。このモデルにはM1ガーランド小銃の部品が組み込まれ、セミオート射撃のみ可能とされていた。アルコール・タバコ・火器及び爆発物取締局（BATF）が定める民生用小銃のガイドラインに適合していたが、民間射撃プログラム（Civilian Marksmanship Program）の責任者（DCM）であるネルソン・M・リンド陸軍少将（Nelson M. Lynde）から有事の際に軍用仕様に改修することができない点が指摘され、結局このモデルが販売されることはなかった。1974年、民間企業としてのスプリングフィールド・アーモリーが創業され、この際に再び競技用M14の設計が申請された。当時のDCMはセレクターレバーを除くM14の外見的特徴を維持することを条件にこれを認めた。こうして設計された小銃がM1Aである。元々は軍用と同じM14という製品名で発表する予定だったが、BATFからの許可が得られなかった為に改称された。
原型のM14は決して評判の良い銃ではなかったため、発売前の市場調査ではM1Aも需要が疑わしいと予想されていた。しかし実際に発売してみると、民生用の半自動小銃としてはM14の欠点はほとんど問題視されなかった。とりわけ、M1ガーランドに思い入れのある年老いた退役軍人や兵役中にM14で訓練を受けた経験がある者にとって、M1Aは魅力的な製品となった。さらに当時は小口径の新型小銃M16に対する不信が依然として根強く、少なからぬ実績があったM1ガーランドやM14を思い起こさせるM1Aの方が銃として信頼されていたのである。

## M1AとM14の差異
スプリングフィールド・アーモリーM1Aは、設計上多くの箇所がM14と共通しているが、一方でいくつかの顕著な差異も見られる。

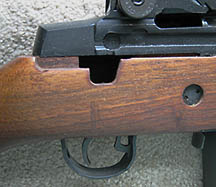
1997年製のM1A。ストックにセレクターレバー用の切欠きがある

初期型M1Aの機関部は、M14の官給生産ラインの余剰部品が直接流用されていたが、現在ではAISI 8620規格の合金鋼を用いるインベストメント鋳造により専用のものが製造されている。軍用M14の機関部はドロップ鍛造を用いて製造されており、M1A用機関部よりも複雑かつ高価である。
1990年代後半まで、スプリングフィールド・アーモリー製のM1Aの木製銃床はM14用のものと全く同型であり、M1Aにはセレクターレバーが存在しないにもかかわらず、セレクターレバー用の切欠きが残されていた。1991年以降、機関部にあった「7.62-MM」の刻印も省略されている。
1994年、アサルト・ウェポン規制法が議会を通過し、着剣装置を備える銃器の民生用製造が禁止されたため、以後はM1Aからも着剣装置は除去されている。1994年のアサルトウェポン規制法は、2004年9月に期限切れを迎え、アメリカのほとんどの州で再び着剣装置を備える民生用銃器の製造が始まったが、スプリングフィールド・アーモリーでは全ての民生用製品でこれを復活させなかった。ただし、M1AではM14と同様に着剣装置が消炎器と一体化しており、規制後製造品でも消炎器を規制前製造品のものに交換する事で簡単に着剣機能を復活させる事が可能だった。
2002年1月1日に施行されたカリフォルニア州銃器規制法では、着脱式弾倉を備える全ての半自動小銃に消炎器を取り付ける事を禁止している。スプリングフィールド・アーモリーではカリフォルニア州向け生産用に、銃口制退器装着型のM1Aを設計した。

## セレクティブファイア機能について
1971年以来、M1Aは主に民生市場向け製品として製造されており、ほとんどはセミオート射撃のみ可能となっている。しかし、1986年5月19日の銃所有者保護法施行前、わずか50丁以下のセレクティブファイア機能を搭載したM1Aが製造・販売されたとされる。当時、M14に基づくセレクティブファイア機能付民生用小銃を製造していたのは、主にスプリングフィールド・アーモリーとスミス・エンタープライズの2社であった。少なくとも1986年5月頃まで、スプリングフィールド・アーモリーは、イリノイ州の工場にフルオート型M1Aの生産部門を設置していた。また、ATFによるクラス2ライセンス（銃器製造の許可）を与えられた企業により、少数のM1Aがフルオート射撃用に改造された事例も知られている。

## 派生型
スタンダードモデルのほか、スプリングフィールド・アーモリーでは各種派生モデルを製造している。

### スカウト・スクワッド・モデル
このモデルでは銃身を18インチに短縮し、中距離の命中精度を落とさず、かつ取り回しやすくなるよう設計されている。後述する、近年追加された派生型SOCOM16同様、狭い場所でも取り回しやすい長さと、近距離における低倍率の小型のスコープやドットサイトなどの光学照準器の付加が可能であり、限定的な状況下での使用に特化しているために、狭い場所での近距離の使用にも適しており、本来の狩猟用の「ブッシュガン」が転じて警察・法執行機関などで使用されてもいる。
日本の国内法の銃身長の規定の関係から、22インチ（約559mm）銃身のM1Aにこのマウントを取り付けた銃も、かつて日本に狩猟用ライフルとして輸入販売された実績がある。スプリングフィールド社が「偵察狙撃分隊」の存在を観念的に意識して、イメージと営業戦略上「squad」を加えて命名したモデルである。流石にScout Squadモデルでは、許可行政担当部署の誤解を招くことが容易に想像できたため、輸入元では「スコットジャパン」という風変わりな名称を用いていた経緯がある。

### SOCOM16

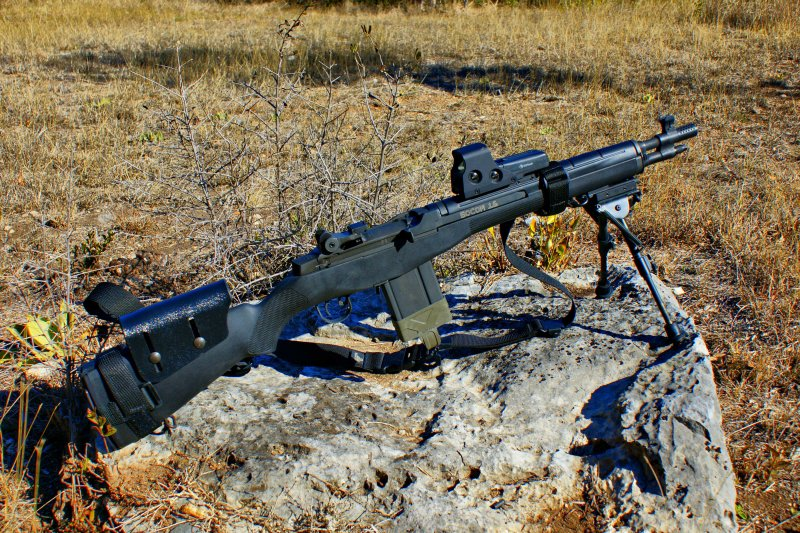
EOTechのホロサイトを搭載したSOCOM16

これもスプリングフィールド・アーモリー社で生産される前記M1Aの派生型の一つであり、フルオート機能はない。M14（M1A）の銃身を元の22インチから16.25インチまで短縮したカービンモデル。
元の銃は上記の通り長く取り回しにくいが、7.62mm弾の威力を至近距離で使用するため、銃身を切りつめ取り回しやすくして限定条件下での使用に特化した、特殊用途向けをイメージしてごく最近になって追加されたモデルである。SOCOMと呼ばれる特殊部隊であたかも使用、運用されていることを連想させる名称であり、メーカーの営業戦略上の命名であることを強く感じさせる。
元来M14やM1Aは、その使用弾薬である.308（7.62mm）NATO弾の性格上も、これまでの実戦経験上も、Scout Squadタイプに見られる18インチまでのショートバレルが、性能的な安定性を維持する限界とされており、7.62x39mm弾を使用するAK-47系とは異なり、.308 NATO弾を使用する場合、18.5インチ（約470mm）以下の短銃身では、発射時の銃口炎の肥大化・発射エネルギーが無駄になることによる初速の低下に伴う威力の低下、関連して射程の低下、弾頭旋転の安定性の低下に伴う命中精度の低下などと、あまり好ましいカスタム化の手法ではないともいわれている。しかし、こと近接戦闘射撃戦に限って言えば、複数の潜在的脅威の存在がある屋内での攪乱のため、逆にこれらの短所が利点となる場合もあり、特にライフルに求められるような長射程や精密な命中精度などは短距離射撃戦ではあまり関係ないため、近接戦時にたとえ目標が防弾具などを着用していたとしても、人体に与えるダメージは.223（5.56mm）NATO弾と較べて遙かに大きく致命的な威力が高い。また、発射エネルギーの伝達不足やマズルブレーキの作用により、通常のM14より反動の制御が容易になっている。そのため、SOCOM部隊などでも限定的に使われている模様である。したがって、名称も長距離射程の銃器を指す「ライフル」ではなく「アサルトガン」という近接銃器で良く使用される俗称で呼ばれている。
スプリングフィールド・アーモリー社の製品自体は、より一層の短縮型の「ブッシュガン」であり、久々に追加されて増えたM1Aの派生型である。
アメリカのカスタムパーツメーカーのVLTOR社が同型のCAS-14を製造している。VLTOR社公式ページ

### SOCOM II
スプリングフィールド・アーモリー社で生産される前記M1Aの派生型の一つのSOCOM16の改良型モデルで、同社の最新製品である。民間型M1Aの派生型であり、フルオート機能は無い。銃身基部の薬室付近にマウントを直接取り付けていたSOCOM16では、一部で連続射撃時の銃身の加熱によるマウント部分への影響が指摘されていたため、これを廃止してSOCOM16の前部にヴォルター・インダストリー製クラスターレイルを搭載した。これは、スプリングフィールド・アーモリー社がヴォルター・インダストリーと独占契約しているため、単品で入手するのは難しいが、希にオークションなどに流れている。伝統的なスタイルのライフルストックとクラスターレイルを搭載し各種オプションを装着可能としたことで従来のM1A/M14よりもタクティカル・ユーズには扱いやすくなったと言える。
現在ではLOADED M1AにSOCOM2と同じクラスターレイルを搭載したモデルも加わり、スタンダードM1Aと同じバレルサイズでレイルが取り付けられたモデルという選択肢もできた。
SOCOM2は特別目新しい銃ではない。第二次世界大戦時にもM14の原型、M1ガーランドのショートバージョンである「M1タンカー」というモデルが存在していた。M14も祖父のM1ガーランドと同じくショートバレルを装備し、時代の流れと共にレイルを取り付けられたモデルである。